# Federico Zeballos
Federico Andrés Zeballos Melgar (Santa Cruz de la Sierra, Bolivia; 30 de mayo de 1988) es un tenista boliviano.

## Trayectoria
Zeballos tiene un ranking ATP individual de 440, el más alto de su carrera, alcanzado el 8 de octubre de 2018. También tiene un ranking ATP de dobles de 82, el más alto de su carrera, logrado el 4 de abril de 2024. Zeballos ha ganado 5 títulos de individuales de la ITF y 27 títulos de dobles de la ITF.
Zeballos ha representado a Bolivia en la Copa Davis, donde tiene un récord de victorias y derrotas de 23-17.
Su hermana, Noelia, también es tenista.

## Finales Future y Challenger

### Individuales: 13 (5 títulos, 8 Subcampeonatos)
| Premios               |
| --------------------- |
| ATP Challengers (0-0) |
| Futures ITF (5–13)    |

| Títulos por superficie |
| ---------------------- |
| Dura (1–2)             |
| Arcilla (4–11)         |
| Césped (0–0)           |
| Carpeta (0–0)          |

| Resultado | N.º | Fecha           | Torneo                 | Nivel   | Superficie | Adversario                | Puntaje        |
| --------- | --- | --------------- | ---------------------- | ------- | ---------- | ------------------------- | -------------- |
| Pérdida   | 0–1 | Septiembre 2012 | Cochabamba, Bolivia F1 | Futures | Arcilla    | Juan Pablo Amado          | 3–6, 1–6       |
| Victoria  | 1–1 | Octubre 2012    | La Paz, Bolivia F4     | Futures | Arcilla    | José María Páez           | 6–2, 6–4       |
| Pérdida   | 1–2 | Octubre 2013    | Arequipa, Perú F1      | Futures | Arcilla    | Duilio Beretta            | 1–6, 6–7 (6–8) |
| Pérdida   | 1–3 | Septiembre 2014 | La Paz, Bolivia F2     | Futures | Arcilla    | Matias Zukas              | 3–6, 0–6       |
| Pérdida   | 1–4 | Noviembre 2014  | Popayán, Colombia F8   | Futures | Dura       | Eduardo Struvay           | 4–6, 5–7       |
| Pérdida   | 1–5 | Septiembre 2015 | Cochabamba, Bolivia F3 | Futures | Arcilla    | Manuel Sánchez Montemayor | 5–7, 3–6       |
| Pérdida   | 1–6 | Octubre 2016    | El Cairo, Egipto F26   | Futures | Arcilla    | Jaroslav Pospíšil         | 3–6, 6–3, 1–6  |
| Pérdida   | 1–7 | Octubre 2016    | Quito, Ecuador F2      | Futures | Arcilla    | João Menezes              | 3–6, 6–3, 5–7  |
| Victoria  | 2–7 | Noviembre 2016  | La Paz, Bolivia F1     | Futures | Arcilla    | Matias Zukas              | 5–7, 7–5, 6–4  |
| Victoria  | 3–7 | Mayo 2018       | Morelia, México F1     | Futures | Dura       | Christopher Díaz Figueroa | 6–3, 6–2       |
| Victoria  | 4–7 | Septiembre 2018 | Santa Cruz, Bolivia F1 | Futures | Arcilla    | Matias Zukas              | 6–3, 7–6 (7–4) |
| Pérdida   | 4–8 | Septiembre 2018 | Santa Cruz, Bolivia F2 | Futures | Arcilla    | Matías Franco Descotte    | 3–6, 6–1, 4–6  |
| Victoria  | 5–8 | Septiembre 2018 | La Paz, Bolivia F3     | Futures | Arcilla    | Alejandro Mendoza         | 6–2, 6–1       |

### Dobles: 70 ( 32 Títulos, 38 Subcampeonatos)
| Premios                      |
| ---------------------------- |
| torneos de USD 100,000 (0–0) |
| torneos de USD 80,000 (0–0)  |
| torneos de USD 60,000 (0–0)  |
| torneos de USD 25,000 (0–2)  |
| torneos de USD 15,000 (5–8)  |
| torneos de USD 10,000 (0–0)  |

| Finales por superficie |
| ---------------------- |
| Dura (2–6)             |
| Arcilla (4–6)          |
| Hierba (0–0)           |
| Carpeta (0–0)          |

| Premios               |
| --------------------- |
| ATP Challengers (1-4) |
| Futures ITF (27–56)   |

| Títulos por superficie |
| ---------------------- |
| Dura (6–16)            |
| Arcilla (17–40)        |
| Césped (0–0)           |
| Carpeta (0–0)          |

| Resultado | N.º                  | Fecha           | Nivel      | Torneo                                                | Superficie | Compañero                 | Oponentes                                     | Puntaje              |
| --------- | -------------------- | --------------- | ---------- | ----------------------------------------------------- | ---------- | ------------------------- | --------------------------------------------- | -------------------- |
| Victoria  | 1–0                  | septiembre 2009 | Futures    | Bolivia F3 La Paz, Bolivia                            | Arcilla    | Mauricio Estivariz        | Mauricio Doria Medina Agustín Picco           | 6–4, 3–6, 10–7       |
| Pérdida   | 1–1                  | septiembre 2009 | Futures    | Bolivia F4 Tarija, Bolivia                            | Arcilla    | Mauricio Estivariz        | Facundo Bagnis Guillermo Carry                | 2–6, 2–6             |
| Pérdida   | 1–2                  | octubre 2009    | Futures    | Chile F3 Santiago, Chile                              | Arcilla    | Mauricio Doria Medina     | Rodrigo Pérez Guillermo Rivera Aranguiz       | 7–6(6), 3–6, 6-10    |
| Victoria  | 2–2                  | noviembre 2009  | Futures    | Chile F5 Santiago, Chile                              | Arcilla    | Mauricio Doria Medina     | Duilio Beretta Sergio Gados                   | 6–4, 6–4             |
| Victoria  | 3–2                  | noviembre 2009  | Futures    | Chile F6 Concepción, Chile                            | Arcilla    | Mauricio Doria Medina     | Gastón Giussani Agustín Picco                 | 6–3, 4–6, 10-3       |
| Victoria  | 4–2                  | diciembre 2009  | Futures    | Perú F2 Arequipa, Perú                                | Arcilla    | Mauricio Doria Medina     | Juan Pablo Amado James Feaver                 | 6–2, 6–3             |
| Pérdida   | 4–3                  | diciembre 2009  | Futures    | Perú F3 Lima, Perú                                    | Arcilla    | Mauricio Doria Medina     | Sergio Galdos Leandro Migani                  | 4–6, 4–6             |
| Pérdida   | 4–4                  | septiembre 2010 | Futures    | Bolivia F2 La Paz, Bolivia                            | Arcilla    | Hugo Dellien              | Francisco Carbajal Christopher Díaz Figueroa  | 2–6, 3–6             |
| Victoria  | 5–4                  | octubre 2010    | Futures    | Bolivia F4 Santa Cruz, Bolivia                        | Arcilla    | Hugo Dellien              | Mauricio Echazú James Feaver                  | 6–1, 6–4             |
| Pérdida   | 5–5                  | junio 2011      | Futures    | Chile F4 Arica, Chile                                 | Arcilla    | Raúl Guardia              | Gastón Grimolizzi Iván Miranda                | 5–7, 4–6             |
| Victoria  | 6–5                  | agosto 2011     | Futures    | España F30 Orense, España                             | Dura       | Jaime Pulgar García       | Miguel Ángel López Jaén David Pérez Sanz      | 7–5, 5–7, 10-8       |
| Pérdida   | 6–6                  | octubre 2011    | Futures    | Bolivia F2 Cochabamba, Bolivia                        | Arcilla    | Mauricio Doria Medina     | Sergio Galdós Guido Pella                     | 3–6, 2–6             |
| Pérdida   | 6–7                  | marzo 2012      | Futures    | Portugal F2 Faro, Portugal                            | Dura       | Hugo Dellien              | Andrej Martin Adrian Sikora                   | 1–6, 2–6             |
| Pérdida   | 6–8                  | octubre 2012    | Futures    | Bolivia F4 La Paz, Bolivia                            | Arcilla    | Mauricio Estivariz        | Christopher Díaz Figueroa Sebastián Serrano   | 5–7, 5–7             |
| Victoria  | 7–8                  | noviembre 2012  | Futures    | Argentina F26 Rosario, Argentina                      | Arcilla    | Ryusei Makiguchi          | Andrés Molteni Juan Vázquez Valenzuela        | 6–4, 2–6, 10-6       |
| Victoria  | 8–8                  | julio 2013      | Futures    | Francia F13 Saint Gervais, Francia                    | Arcilla    | Hugo Dellien              | Kevin Botti Simon Cauvard                     | 6–4, 2–6, 11-9       |
| Pérdida   | 8–9                  | septiembre 2013 | Futures    | España F30 Madrid, España                             | Dura       | Alejandro Mendoza         | Oriol Roca Batalla Adam Sanjurjo Hermida      | 6–7(3), 4–6          |
| Victoria  | 9–9                  | abril 2014      | Futures    | Colombia F1 Pereira, Colombia                         | Arcilla    | Duilio Vallebuona         | Felipe Mantilla Eduardo Struvay               | 6–3, 7–6(5)          |
| Victoria  | 10–9                 | junio 2014      | Futures    | España F14 Melilla, España                            | Dura       | David Pérez Sanz          | Iván Arenas Gualda David Vega Hernández       | 6–4, 6–7(5), 10-5    |
| Victoria  | 11–9                 | junio 2014      | Futures    | Turquía F23 Estambul, Turquía                         | Dura       | Hugo Nys                  | Tuna Altuna Michal Schmid                     | 7–6(3), 3–6, 10-3    |
| Pérdida   | 11–10                | agosto 2014     | Futures    | Ecuador F4 Quito, Ecuador                             | Arcilla    | Hugo Dellien              | Mauricio Echazú Guillermo Rivera Aránguiz     | 3–6, 4–6             |
| Pérdida   | 11–11                | septiembre 2014 | Futures    | Ecuador F5 Quito, Ecuador                             | Arcilla    | Ryusei Makiguchi          | Mauricio Echazú Guillermo Rivera Aránguiz     | 7–5, 6–7(1), 11–13   |
| Pérdida   | 11–12                | noviembre 2014  | Futures    | Colombia F8 Popayán, Colombia                         | Dura       | Felipe Mantilla           | Nicolás Barrientos Eduardo Struvay            | 1–6, 6–3, 3–10       |
| Victoria  | 12–12                | mayo 2015       | Futures    | Turquía F20 Antalya, Turquía                          | Dura       | Julius Tverijonas         | Constantin Belot Nicolas Rosenzweig           | 6–3, 6–3             |
| Victoria  | 13–12                | agosto 2015     | Futures    | Turquía F33 Izmir, Turquía                            | Dura       | Jordi Vives               | Benjamin Bonzi Gregoire Jacq                  | 7–6(0), 6–7(6), 10–7 |
| Pérdida   | 13–13                | septiembre 2015 | Futures    | Bolivia F1 Santa Cruz, Bolivia                        | Arcilla    | Rodrigo Banzer            | Andre Miele Alexandre Tsuchiya                | 0–6, 7–6(4), 2–10    |
| Victoria  | 14–13                | septiembre 2015 | Futures    | Bolivia F3 Cochabamba, Bolivia                        | Arcilla    | Manuel Sánchez            | Mauricio Echazú Jorge Brian Panta             | 6–3, 6–2             |
| Pérdida   | 14–14                | noviembre 2015  | Futures    | Colombia F9 Valledupar, Colombia                      | Dura       | Manuel Sánchez            | Daniel Garza Kaichi Uchida                    | 6–7(3), 7–5, 8-10    |
| Pérdida   | 14–15                | mayo 2016       | Futures    | México F4 Morelia, México                             | Dura       | Alejandro Mendoza         | Hans Hach Verdugo Luis Patiño                 | 3–6, 2-6             |
| Pérdida   | 14–16                | junio 2016      | Futures    | Turquía F25 Mugla/Marmaris, Turquía                   | Dura       | Hugo Dellien              | Tuna Altuna Cem Ilkel                         | 5–7, 3-6             |
| Victoria  | 15–16                | agosto 2016     | Futures    | Austria F6 Vogau, Austria                             | Arcilla    | Hugo Dellien              | Lenny Hampel Sebastian Ofner                  | 7–5, 6–4             |
| Victoria  | 16–16                | agosto 2016     | Futures    | Austria F7 Poertschach, Austria                       | Arcilla    | Hugo Dellien              | Peter Nagy Nik Razborsek                      | 6–3, 6–0             |
| Pérdida   | 16–17                | octubre 2016    | Futures    | Ecuador F2 Quito, Ecuador                             | Arcilla    | Mauricio Echazú           | Alejandro Mendoza Jorge Brian Panta           | w/o                  |
| Victoria  | 17–17                | octubre 2016    | Futures    | Ecuador F3 Salinas, Ecuador                           | Arcilla    | Franco Agamenone          | Jorge Montero Matias Zukas                    | 7–6(3), 6–4          |
| Pérdida   | 17–18                | noviembre 2016  | Futures    | Bolivia F1 La Paz, Bolivia                            | Arcilla    | Hugo Dellien              | Mauricio Echazú Jorge Brian Panta             | 2-6, 6-7(3)          |
| Victoria  | 18–18                | noviembre 2016  | Futures    | Bolivia F3 Santa Cruz, Bolivia                        | Arcilla    | Hugo Dellien              | Franco Emanuel Egea Alejandro Tabilo          | 6–4, 6–4             |
| Victoria  | 19–18                | abril 2017      | Futures    | España Futures Madrid, España                         | Arcilla    | Hernán Casanova           | Álvaro López San Martín Alexander Ward        | 7–6(4), 6–1          |
| Victoria  | 20–18                | mayo 2017       | Futures    | México F4 Pachuca, México                             | Dura       | Manuel Sánchez            | Ruben Gonzales Nicolaas Scholtz               | 7–6(3), 6–2          |
| Victoria  | 21–18                | junio 2017      | Futures    | Turquía F22 Estambul, Turquía                         | Arcilla    | Hugo Dellien              | Sarp Agabigun Altug Celikbilek                | 6-4, 4-6, 10-3       |
| Pérdida   | 21–19                | junio 2017      | Futures    | Turquía F23 Estambul, Turquía                         | Arcilla    | Hugo Dellien              | Bradley Mousley Mario Vilella Martínez        | 3-6, 3-6             |
| Victoria  | 22–19                | julio 2017      | Futures    | Georgia F1 Telavi, Georgia                            | Arcilla    | Boris Arias               | Aleksandre Bakshi George Tsivadze             | 7-6(8), 7-6(5)       |
| Victoria  | 23–19                | julio 2017      | Futures    | Georgia F2 Telavi, Georgia                            | Arcilla    | Boris Arias               | Nerman Fatic Antun Vidak                      | 5-7, 6-3, 10-8       |
| Pérdida   | 23–20                | julio 2017      | Futures    | Giorgia F3 Telavi, Georgia                            | Arcilla    | Boris Arias               | Ivan Kalinin Kirill Kivattsev                 | 4-6, 7-6(6), 7-10    |
| Pérdida   | 23–21                | agosto 2017     | Futures    | Rumania F9 Bucarest, Rumania                          | Arcilla    | Hugo Dellien              | Adrian Barbu Florin Mergea                    | 2-6, 6-4, 11-13      |
| Victoria  | 24–21                | septiembre 2017 | Futures    | Bolivia F1 La Paz, Bolivia                            | Arcilla    | Christopher Díaz Figueroa | Juan Ignacio Galarza Matias Zukas             | 6-4, 6-3             |
| Pérdida   | 24–22                | octubre 2017    | Futures    | Bolivia F2 Cochabamba, Bolivia                        | Arcilla    | Christopher Díaz Figueroa | Boris Arias Hugo Dellien                      | 3-6, 3-6             |
| Pérdida   | 24–23                | noviembre 2017  | Challenger | Guayaquil Challenger Guayaquil, Ecuador               | Arcilla    | Hugo Dellien              | Marcelo Arévalo Miguel Ángel Reyes Varela     | 1-6, 7-6(7), 6-10    |
| Pérdida   | 24–24                | noviembre 2017  | Futures    | México F6 Monterrey, México                           | Dura       | Gonzalo Escobar           | Marc Andrea Huesler Jessy Kalambay            | 6-7(5), 4-6          |
| Pérdida   | 24–25                | diciembre 2017  | Futures    | México F8 Cancún, México                              | Dura       | Boris Arias               | Gonzalo Escobar Bruno Sant'Anna               | 6-1, 3-6, 4-10       |
| Pérdida   | 24–26                | diciembre 2017  | Futures    | Perú F1 Lima, Perú                                    | Arcilla    | Boris Arias               | Daniel Elahi Galán João Pedro Sorgi           | 6-4, 4-6, 3-10       |
| Pérdida   | 24–27                | diciembre 2017  | Futures    | Perú F2 Lima, Perú                                    | Arcilla    | Boris Arias               | Junior Alexander Ore Jorge Brian Panta        | 1-6, 5-7             |
| Pérdida   | 24–28                | marzo 2018      | Futures    | USA F7 Bakersfield, USA                               | Dura       | Boris Arias               | Bernardo Saraiva Sem Verbeek                  | 6-7(2), 3-6          |
| Pérdida   | 24–29                | mayo 2018       | Futures    | México F1 Morelia, México                             | Dura       | Boris Arias               | Samuel Monette Samuel Shropshire              | 6-3, 2-6, 2-10       |
| Pérdida   | 24–30                | julio 2018      | Challenger | San Benedetto Italia                                  | Arcilla    | Sergio Galdós             | Julian Ocleppo Andrea Vavassori               | 3-6, 2-6             |
| Victoria  | 25–30                | agosto 2018     | Futures    | España F23 Vigo, España                               | Arcilla    | Boris Arias               | Sergio Martos Gornes Jaume Pla Malfeito       | 6-2, 6-3             |
| Victoria  | 26–30                | septiembre 2018 | Futures    | Bolivia F1 Santa Cruz, Bolivia                        | Arcilla    | Matias Zukas              | Juan Carlos Manuel Aguilar Franco Capalbo     | 6-7(6), 6-1, 10-5    |
| Pérdida   | 26–31                | septiembre 2018 | Futures    | Bolivia F2 Santa Cruz, Bolivia                        | Arcilla    | Matias Zukas              | Juan Carlos Manuel Aguilar Franco Capalbo     | 3-6, 3-6             |
| Victoria  | 27–31                | septiembre 2018 | Futures    | Bolivia F3 La Paz, Bolivia                            | Arcilla    | Matias Zukas              | Ignacio Monzón Fermín Tenti                   | 6-1, 6-1             |
| Victoria  | 28–31                | agosto 2019     | 15.000     | M15 SANTA CRUZ Santa Cruz, Bolivia                    | Arcilla    | Boris Arias               | Maximiliano Estévez Gabriel Alejandro Hidalgo | 7-5, 6-3             |
| Victoria  | 29–31                | agosto 2019     | 15.000     | M15 LA PAZ La Paz, Bolivia                            | Arcilla    | Boris Arias               | Joao Hinsching Andrés Urrea                   | 6-2, 4-6, 12-10      |
| Victoria  | 30–31                | agosto 2019     | 15.000     | M15 LAMBARÉ Lambaré, Paraguay                         | Arcilla    | Boris Arias               | Maximiliano Estévez Gonzalo Villanueva        | 7-5, 6-2             |
| Pérdida   | 30–32                | agosto 2019     | 15.000     | M15 CANCÚN Cancún, México                             | Dura       | Boris Arias               | George Goldhoff Tanner K. Smith               | 0-6, 6-7(6)          |
| Pérdida   | 30–33                | septiembre 2019 | 15.000     | M15 CANCÚN Cancún, México                             | Arcilla    | Maximiliano Estévez       | Matías Franco Descotte Bastián Malla          | 6-3, 4-6, 7-10       |
| Pérdida   | 30–34                | septiembre 2019 | Challenger | Bs. As. Challenger Buenos Aires, Argentina            | Arcilla    | Hugo Dellien              | Guido Andreozzi Andrés Molteni                | 7-6(3), 2-6, 1-10    |
| Victoria  | 30–31                | Octubre 2019    | 15.000     | M15 CANCÚN Cancún, México                             | Dura       | Alejandro Mendoza         | José Daniel Bendeck Cristian Rodríguez        | 3-6, 6-3, 10-6       |
| Pérdida   | 30–33                | diciembre 2019  | 15.000     | M15 SANTO DOMINGO Santo Domingo, República Dominicana | Dura       | Arklon Huertas del Pino   | José Olivares Ricardo Rodríguez               | 6-3, 3-6, 8-10       |
| Victoria  | 24–30                | enero 2022      | Challenger | Challenger BLUMENAU Blumenau, Brasil                  | Arcilla    | Boris Arias               | Diego Hidalgo Cristian Rodríguez              | 7-6(3), 6-1          |
| Pérdida   | 30–33                | febrero 2022    | 25.000     | M25 CANCÚN Cancún, México                             | Dura       | Boris Arias               | JC Aragone Peter Polansky                     | 2-6, 4-6             |
| Pérdida   | 30–33                | febrero 2022    | 25.000     | M25 CANCÚN Cancún, México                             | Dura       | Boris Arias               | Geoffrey Blancaneaux Michail Pervolarakis     | 2-6, 6-4, 9-11       |
| Victoria  | 30–33                | mayo 2022       | 15.000     | M15 CANCÚN Cancún, México                             | Dura       | Boris Arias               | Peter Bertran Alejandro Mendoza               | 6-4, 6-3             |
| Victoria  | 02–09                | octubre 2022    | Challenger | Challenger Campinas Brasil                            | Arcilla    | Boris Arias               | Guido Andreozzi Guillermo Duran               | 7-5, 6-2             |
| Victoria  | 27 marzo al 01 abril | 2023            | Challenger | Challenger Mexico City México                         | Arcilla    | Boris Arias               | Evan King Reese Stalder                       | 7-5, 5-7 , 10-2      |